# Harzweg 4 (Quedlinburg)

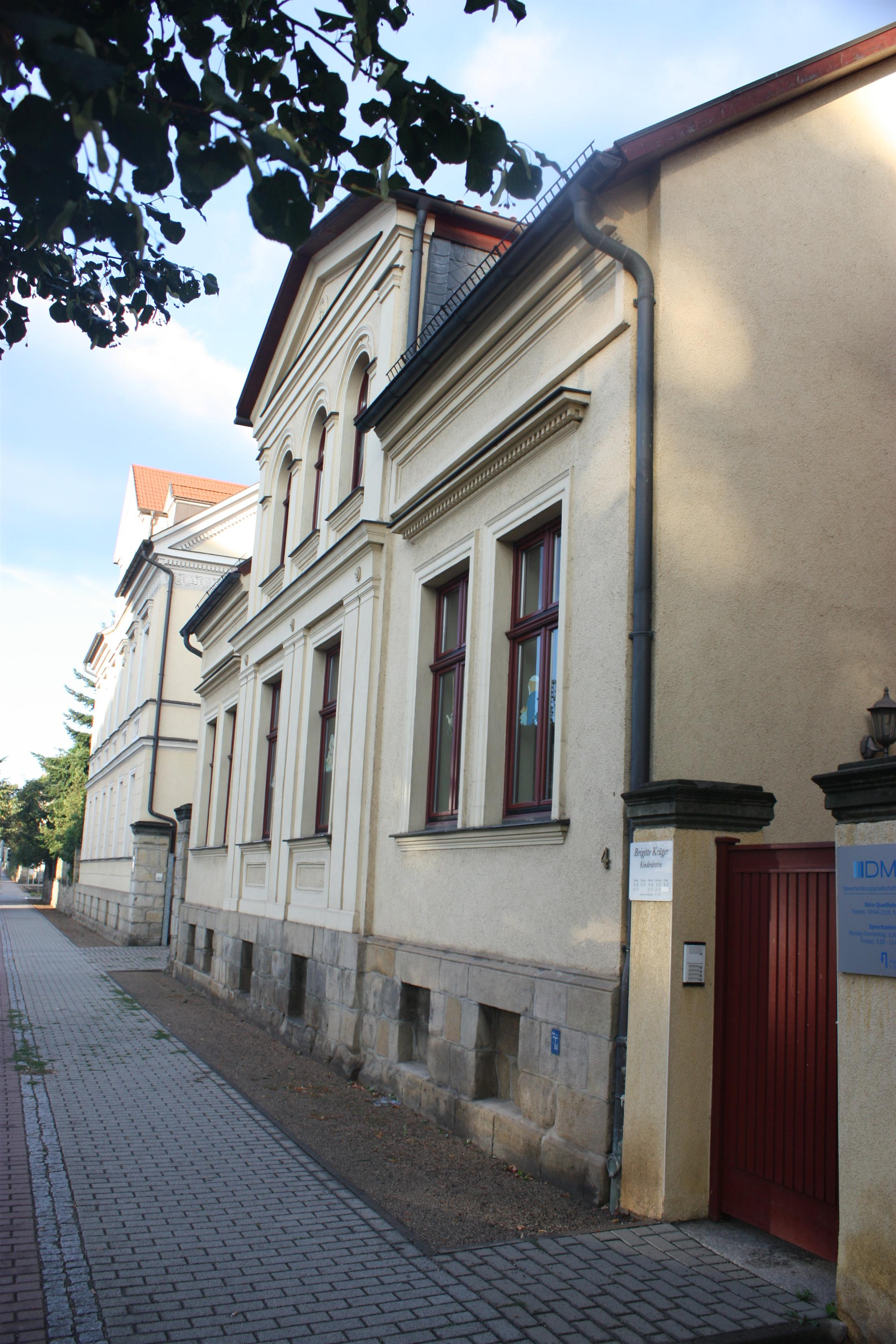
Harzweg 4

Das Haus Harzweg 4 ist ein denkmalgeschütztes Gebäude in Quedlinburg in Sachsen-Anhalt.

## Lage
Das im Quedlinburger Denkmalverzeichnis als Villa eingetragene Gebäude befindet sich südlich der Quedlinburger Altstadt auf der Nordseite des Harzwegs.

## Architektur und Geschichte
Die Villa entstand im dritten Viertel des 19. Jahrhunderts im Stil des Klassizismus. An der Ostseite des Hauses befindet sich eine Pfeilertoranlage.